# Partido dos 50 Centavos
O termo "Partido dos 50 Centavos" (em inglês:  50 Cent Party; chinês: 五毛党 wǔmáo dǎng) é um apelido pejorativo dado aos comentaristas de Internet supostamente contratados pelo governo da China ou pelo partido comunista chinês que publicam comentários favoráveis ao governo e ao Partido, numa tentativa de influenciar a opinião pública nas redes sociais e para para manipular a opinião pública e disseminar desinformação em benefício da que governa o Partido Comunista Chinês (PCCh). O número exato de participantes dessa operação é desconhecido, porém uma pesquisa realizada em maio de 2013 aponta uma estimativa de 250.000 a 300.000 pessoas.
O nome é derivado do fato de que esses comentaristas recebem RMB¥ 0,50 (cinquenta centavos de Renminbi) por cada postagem. Esses comentaristas criam comentários ou artigos em redes sociais populares chinesas com a intenção de inviabilizar discussões que são críticas ao Partido Comunista da Chinês, promovendo narrativas que atendem aos interesses do governo e insultando ou divulgando informações erradas sobre oponentes políticos de o governo chinês, tanto internamente como no exterior.  Alguns desses comentaristas se autodenominaram ziganwu (chinês :自干五, abreviação de自带干粮的五毛,  literalmente "Cinco centavos com comida seca"), os quais alegavam que não são pagos pelas autoridades e expressam seu apoio ao governo chinês por sua própria vontade.
Os autores de um artigo publicado em 2017 na American Political Science Review estimam que o governo chinês fabrica 488 milhões de postagens de mídia social por ano. Em contraste com as suposições comuns, o "partido dos 50 centavos" consiste principalmente de burocratas pagos que respondem às diretrizes do governo e raramente defendem seu governo de críticas ou se envolvem em argumentos diretos porque "(...) o objetivo dessa operação secreta massiva é distrair o público e mude de assunto".  Cerca de 80% das postagens analisadas envolvem torcida pró-China com slogans inspiradores e 13% envolvem elogios gerais e sugestões sobre políticas governamentais. Apesar da alegação comum de que os comentaristas são pagos por seus posts, o jornal sugeriu que não havia "nenhuma evidência" de que eles recebem qualquer coisa por seus posts, sendo obrigados a fazê-lo como parte de seus deveres oficiais do partido.
Pesquisas feitas por professores de Harvard, Stanford e da Universidade da Califórnia de San Diego indicaram uma "grande operação secreta" para encher a Internet da China com propaganda e resultou em cerca de 488 milhões de postagens escritas por contas falsas de mídia social, representando cerca de 0,6% dos 80 bilhões de postagens gerado nas mídias sociais chinesas. Para maximizar sua influência, esses comentários pró-governo são feitos principalmente em momentos de intenso debate online e quando os protestos online têm a possibilidade de se transformar em ações da vida real. O termo coloquial "wumao" também tem sido usado por alguns falantes de inglês fora da China como um insulto contra pessoas com viés pró-PCCh percebido.
De acordo com a Foreign Policy, o ciberespaço chinês também é conhecido por suas disputas ideológicas entre "direitistas" - reformistas que defendem reformas democráticas de estilo ocidental, versus "esquerdistas" - conservadores e neoconfucionistas que defendem o nacionalismo chinês e o socialismo reestruturado. Nesse cenário, os direitistas às vezes se referem aos esquerdistas pejorativamente como "50 Centavos", independentemente de seu histórico de emprego real.  O Apple Daily, com sede em Hong Kong, informou que, embora uma pesquisa por "partido dos 50 centavos" em um mecanismo de pesquisa produza resultados, a maioria estava inacessível e foi excluída.

## História
Em outubro de 2004, o Departamento de Propaganda do PCCh local de Changsha começou a contratar comentaristas da Internet, em um dos primeiros usos conhecidos de comentaristas profissionais da Internet.  Em março de 2005, o Ministério da Educação da República Popular da China promulgou uma censura sistemática dos sistemas de boletins universitários chineses. O popular BBS "Little Lily", dirigido pela Universidade de Nanjing, foi forçado a fechar. À medida que um novo sistema estava sendo preparado para ser lançado, os funcionários da escola contrataram estudantes como comentaristas da web em tempo parcial, pagos com os fundos de trabalho e estudo da universidade, para procurar no fórum informações indesejáveis e combatê-las ativamente com pontos de vista favoráveis ao Partido.
Nos meses seguintes, os líderes do partido de Jiangsu começaram a contratar suas próprias equipes. Em meados de 2007, equipes de comentaristas da internet recrutadas por escolas e organizações partidárias eram comuns em toda a China. A Universidade de Xangai empregava estudantes de graduação para monitorar sinais de dissidência e postar em fóruns universitários.  Esses comentaristas não atuam apenas em discussões políticas, mas também em discussões gerais.  Depois, algumas escolas e governos locais também começaram a construir equipes semelhantes.
Em 23 de janeiro de 2007, o líder chinês Hu Jintao exigiu um "reforço da construção da frente ideológica e da opinião pública e publicidade positiva" no 38º aprendizado coletivo do partido.  Grandes sites chineses e governos locais foram solicitados a publicar os ditos de Hu e selecionar "camaradas com boa qualidade política" para formar "equipes de comentaristas da Internet" pelo Comitê Central do Partido Comunista da China e pelo Escritório Geral do Conselho de Estado.
As denúncias negativas das autoridades locais aumentaram na Internet desde então.  Em um caso descrito no China Digital Times, o Departamento de Segurança Pública da Cidade de Jiaozuo (Henan) estabeleceu um mecanismo para analisar a opinião pública depois que críticas ao tratamento policial de um incidente de trânsito apareceram na Internet. A Repartição respondeu com 120 funcionários pedindo que a verdade fosse revelada de acordo com a opinião pública, que gradualmente mudou e acabou apoiando a posição da polícia, denunciando o pôster original.  No rescaldo do motim de 2008 em Guizhou, os fóruns da Internet ficaram cheios de mensagens críticas às autoridades locais; a China News Weekly informou mais tarde que "a principal tarefa do grupo de propaganda era organizar os comentaristas em postagens anteriores [sic] em sites para orientar as opiniões públicas on-line".
Em 2010, o site oficial da Liga da Juventude Comunista de Xangai publicou um resumo, dizendo que havia mais de 200 tópicos de comentaristas da Internet das Autoridades Municipais de Xangai postados no Diário do Povo, Agência de Notícias Xinhua, Eastday (东方网), Sina e Tianya após muitos incidentes em 2009, incluindo o incidente de Lotus Riverside, a instalação forçada do software Green Dam Youth Escort , o incidente Administrativo Urbano Putuo, o controle do H1N1, o incidente de aprisionamento em Xangai (钓鱼执法), a autoimolação de Pan Rong (潘蓉), etc. Tudo foi elogiado pelo Departamento de Publicidade na internet de Xangai.
Em dezembro de 2014, um blogueiro chinês invadiu e publicou arquivos de e-mail para o Departamento de Propaganda da Internet do Distrito de Zhanggong em Ganzhou, incluindo mais de 2.700 e-mails de comentaristas da Internet do Partido dos 50 Centavos.  Por exemplo, em 16 de janeiro de 2014, Shi Wenqing, secretário da filial de Ganzhou do PCCh, realizou uma "intercâmbio pela Internet" televisionada na qual respondeu a perguntas de um fórum de um site de notícias local; Os comentaristas do Partido dos 50 Centavos foram instruídos a postar sete pontos de discussão, como (traduzido) "Eu realmente admiro o Secretário do Partido Xi (Jinping), que osecretário do Partido é muito capaz e eficaz! Espero que ele possa ser o líder de Ganzhou nos próximos anos." 

## Faixa de operação
O Ministério da Cultura da República Popular da China agora realiza sessões regulares de treinamento, onde os participantes são obrigados a passar por um exame após o qual recebem uma certificação de trabalho.  A partir de 2008, o número total de agentes do "partido dos 50 centavos" foi estimado em dezenas de milhares  e possivelmente algo em torno de 280.000 a 300.000 pessoas.  Todo grande site chinês é instruído pelo Information Office a criar uma equipe treinada de comentaristas da Internet.
De acordo com as opiniões dos comunistas chineses sobre o recrutamento do Comitê de Trabalho (provisório) , os comentaristas da Internet da universidade são selecionados principalmente entre quadros ou quadros estudantis do Departamento de Publicidade do Partido Comunista da China local das universidades, Liga da Juventude, Escritório de Assuntos Acadêmicos, Centro de Rede, Admissões Departamento de Emprego, Departamento de Teoria Política, Departamento de Ensino e outras unidades.
O tribunal do distrito de Qinghe, Huai'an organizou uma equipe de 12 comentaristas.  A província de Gansu contratou 650 comentaristas, classificados por suas habilidades de escrita.  Os primeiros 26 comentaristas do Departamento Municipal de Publicidade de Suqian foram relatados pelo Yangtse Evening Post em abril de 2005.  De acordo com o importante blogueiro chinês independente Li Ming, os comentaristas da web pró-governo chinês devem contar "pelo menos no dezenas de milhares".

Um estudo de Harvard de 2016 estimou que o grupo publica cerca de 488 milhões de comentários nas redes sociais por ano.  De acordo com um artigo publicado por Xiao Qiang em seu site China Digital Times, uma diretiva de propaganda vazada, enviada aos comentaristas da Internet do "Partido 50 Centavos",  afirmou que seu objetivo era o seguinte: 
Para circunscrever a influência da democracia taiwanesa, para avançar ainda mais no trabalho de orientação da opinião pública, e de acordo com os requisitos estabelecidos pelas autoridades superiores para "ser estratégico, ser habilidoso", esperamos que os comentaristas da Internet estudem conscientemente o mentalidade dos internautas, entender os desenvolvimentos internacionais e desempenhar melhor o trabalho de ser um comentarista da internet. Para este fim, este aviso é promulgado conforme estabelecido abaixo:
(1) Na medida do possível, tornar a América alvo de críticas. Minimize a existência de Taiwan.
(2) Não confronte diretamente [a ideia de] democracia; em vez disso, enquadre o argumento em termos de "que tipo de sistema pode realmente implementar a democracia".
(3) Na medida do possível, escolha vários exemplos em países ocidentais de violência e circunstâncias irracionais para explicar como a democracia não é adequada ao capitalismo.
(4) Use a interferência dos Estados Unidos e de outros países nos assuntos internacionais para explicar como a democracia ocidental é na verdade uma invasão de outros países e [como o Ocidente] está forçando [outros países] os valores ocidentais.
(5) Use a história sangrenta e manchada de lágrimas de um povo [uma vez] fraco [ou seja, a China] para incitar emoções pró-Partido e patrióticas.
(6) Aumentar a exposição que os desenvolvimentos positivos na China recebem; acomodar ainda mais o trabalho de manutenção da estabilidade [social].

## Efeitos e opiniões
As atividades dos comentaristas da Internet e do Partido dos 50 centavos foram descritas pelo secretário-geral do Partido Comunista Chinês e do presidente chinês Hu Jintao como "um novo padrão de orientação da opinião pública"; eles representam uma mudança de simplesmente apagar opiniões divergentes para guiar o diálogo. Em 2010, um colaborador do The Huffington Post afirmou que alguns comentários que ela recebeu em uma de suas postagens eram do partido dos 50 centavos, ela também afirmou que esse grupo monitora sites populares dos EUA, sites de notícias e blogs e publica comentários que promovem os interesses governamentais chineses.
David Wertime, da Foreign Policy, argumentou que a narrativa em que um grande exército de comentaristas pagos da Internet está por trás do pobre diálogo público da China com seus críticos é "orwelliana, mas estranhamente reconfortante".
O termo coloquial wumao , da pronúncia chinesa do termo, tem sido usado como um insulto por alguns falantes de inglês contra pessoas com visões pró-Partido Comunista da China ou pró-chinesas  e foi citado em discussões sobre sinofobia. Um analista do Wilson Center observou que os chineses étnicos são mais propensos a serem chamados de wumao do que outros grupos de pessoas no mundo de língua inglesa; ela atribuiu parte disso ao racismo. Na Austrália, o termo tem sido usado como um insulto em meio ao aumento de sentimentos anti-asiáticos e anti-chineses e ao debate em andamento sobre o aumento da "influência chinesa" no país.

## Contramedidas
O Facebook e o Twitter estão removendo contas e páginas que são de "operação coordenada apoiada pelo estado".  Em junho de 2020, o Twitter removeu 170.000 contas que visavam os protestos de 2019-2020 em Hong Kong.